# Медисон (Охајо)
Медисон (енгл. Madison) град је у америчкој савезној држави Охајо.

## Демографија
По попису из 2010. године број становника је 3.184, што је 263 (9,0%) становника више него 2000. године.
| Група             | 2000.         | 2010.         |
| Белци             | 2.851 (97,6%) | 3.046 (95,7%) |
| Афроамериканци    | 13 (0,4%)     | 18 (0,6%)     |
| Азијати           | 6 (0,2%)      | 17 (0,5%)     |
| Хиспаноамериканци | 24 (0,8%)     | 47 (1,5%)     |
| Укупно            | 2.921         | 3.184         |